# Adam Lopez
Adam Lopez Costa (Brisbane, Austrália, 26 de agosto de 1972) é um cantor de música pop, conhecido por emitir notas altas.

## Características Vocais
Adam Lopez é um contratenor, de Timbre suave, característicos do Lírico. De origem australiana, com uma gama vocal de 6 oitavas, 2 tons e um semitom, indo de um  si bemol 1 a um mi bemol 8. Adam Lopez não possui Coloratura, mas tem a mesma agilidade na rápida emissão das notas na oitava 6. Apresentando dificuldades apenas a partir de dó 8. O cantor tentou lançar-se no meio musical, entretanto não conseguiu muito reconhecimento por não ter um timbre comercial.
Adam aborda desde Baladas, Clássicos, Pop, R&B e Músicas Latinas. Uma de suas mais reconhecidas versões de canções famosas, é Emotions de Mariah Carey, a qual ele cantou em Acústico, somente voz e piano.
O australiano também ficou conhecido por interpretar clássicos da música operística como O Sole Mío e Nessun Dorma. Além da canção de Mozart, Queen Of The Night Ariá, superando a versão original da canção que tinha como nota mais aguda, um F♯6 e cantando uma oitava acima em fá sustenido 7.

## Recorde mundial
De acordo com o Guinness Book of World Records, Lopez detém o recorde da nota vocal masculina mais alta. Em 2003 estabeleceu um recorde de alta ré 7 (o último ré no piano) e em 2005 ele quebrou seu próprio recorde em quase uma oitava com um supersônico C♯8 (ou 4435 Hz) ao vivo no programa de rádio australiano Guinness World Records.
Entretanto, com o passar dos anos, Adam Lopez quebrou o próprio recorde vocal de maneira informal, cantando seu cover de "The Diva Dance", canção cantada originalmente por Inva Mula, alcançando notas mais altas que a própria Inva. Com seu E♭8, quebrando assim, seu próprio recorde de dó sustenido 8.
Esta conquista tem surpreendido o público de todo o mundo levando-o a realizar no Japão - "Best House 123", Fuji Television; em Espanha "La Noria", TV1; Itália "Guinness World Records", Rai1; Coréia Festival coreano, Arirang Televisão; Hong Kong "The Black Pearl Jantar"; e mais recentemente, em Papua Nova Guiné, com a lenda do jazz James Morrison e Ceberano Kate.
Não é com surpresa ouvir que a arte vocal de Adam lhe abriu oportunidades para realizar backing vocals para alguns dos maiores nomes da indústria da música, tais como Mariah Carey, Keith Urban e The Corrs.
Sob o selo ABC Music, Adam lançou um álbum Pop picante / América com James Morrison no trompete e compositor australiano Sean O'Boyle como produtor do álbum. O álbum intitula-se Till the End of Time e é acompanhada pelos sons ricos de uma faixa de 12 partes Latina, backing vocal exuberante e, é claro - a incrível voz de Adam Lopez.

## Discografia
| Ano  | Título do álbum      |
| ---- | -------------------- |
| 2005 | Popera               |
| 2006 | Showstopper          |
| 2008 | Till the End of Time |